# Знаменский, Сергей Витальевич
Сергей Витальевич Знаменский (род. 1954) — российский математик, специалист в области комплексного анализа и информационных систем, доктор физико-математических наук.

## Биография
Родился 12 февраля 1954 года.
Доктор физико-математических наук (9.12.1994), специальность ВАК: 01.01.01 (вещественный, комплексный и функциональный анализ).
С марта 1998 года — заведующий лабораторией информатизации образования Института программных систем имени А. К. Айламазяна, с сентября 2001 г. заведующий кафедрой математики Университета города Переславля, с ноября 2010 г. проректор по научной работе.
Заведующий лабораторией Исследовательского центра Системного анализа ИПС РАН.
Проректор по науке и информатизации Частного образовательного учреждения высшего образования Институт программных систем «УГП имени А. К. Айламазяна».
Ведущий программист Математического института им. Стеклова РАН (МИРАН).
Научные интересы: линейная выпуклость, дифференциальные уравнения бесконечного порядка, дифференциальные операторы бесконечного порядка, уравнения свертки в комплексной области, выпуклость в направлениях, аналитические функционалы, двойственность в функциональных пространствах, сопряженные множества, С-выпуклость, пространства голоморфных функций.